# Nationaluniversität Formosa
Die Nationaluniversität Formosa (chinesisch 國立虎尾科技大學, Pinyin Guólì Hǔwěi Kējì Dàxué – „Staatliche wissenschaftlich-technische Hochschule Huwei“), englischer Name National Formosa University, Abkürzung NFU, ist eine staatliche Universität der Republik China (Taiwan). Sie befindet sich in der Stadtgemeinde Huwei westlich von Douliu im Landkreis Yunlin.
Die 1980 gegründete Hochschule trägt seit 2004, als einzige Universität auf Taiwan, den historischen Namen der Insel Formosa in ihrem Namen. Sie hat über 10.000 Studenten, Präsident ist seit 2013 Wen-Yuh Jywe.